# トリプタン
トリプタン(Triptane)または2,2,3-トリメチルブタン(2,2,3-trimethylbutane)は、有機化合物である。アルカンに分類され、ヘプタン異性体の中で最もコンパクトで分岐が多く、唯一ブタン骨格を持つ。
トリプタンは、航空燃料のアンチノック剤として一般に用いられる。